# هورمون تحریک ملانوسیت
هورمون‌های محرک ملانوسیت که در مجموع به عنوان MSH شناخته می‌شوند، همچنین به عنوان ملانوتروپین یا اینترمدین شناخته می‌شوند، خانواده‌ای از هورمون‌های پپتیدی و نوروپپتیدها هستند که از هورمون محرک ملانوسیت آلفا (α-MSH)، هورمون محرک بتا ملانوسیت (β-MSH) تشکیل شده‌اند و هورمون محرک γ-ملانوسیت (γ-MSH) که توسط سلول‌های موجود در پارس اینترمدیا (pars intermedia) در لوب قدامی غده هیپوفیز تولید می‌شود.
آنالوگ‌های مصنوعی α-MSH، مانند آفاملانوتید (ملانوتان I; Scenesse)، ملانوتان II و برملانوتید (PT-141)، توسعه و تحقیق شده‌اند.